# 시로코 (식당)

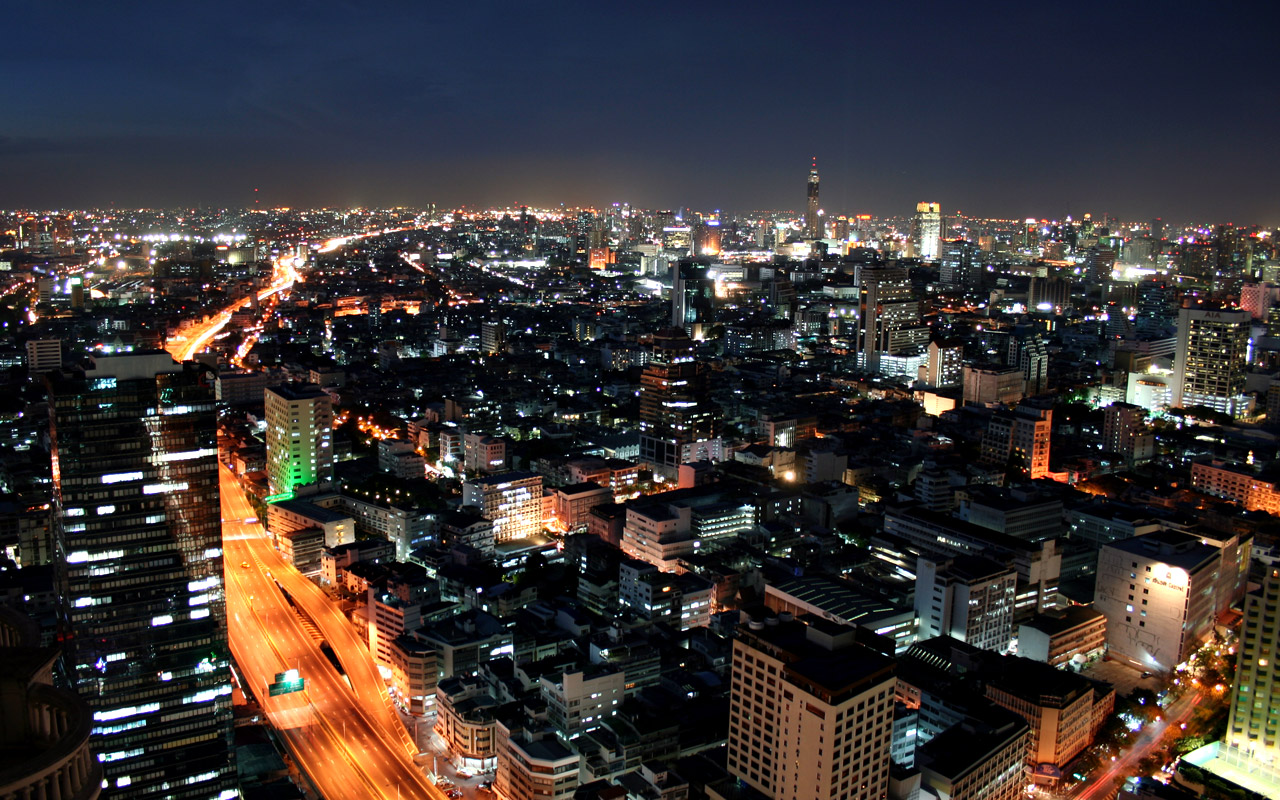
시로코에서 본 방콕의 야경

시로코(Sirocco)는 태국의 수도 방콕의 짜른끄룽 로(태국어: ถนนเจริญกรุง 타논 짜른끄룽[*])의 스테이트 타워(태국어: สเตท ทาวเวอร์ 사따잇 타우워[*]) 최상층(64층)에 있는 식당이다. 세계 최대의 야외 식당으로, 2003년 겨울에 문을 열었다. 이곳에서 방콕과 짜오프라야강의 경치를 관람할 수 있다.
시로코에서는 지중해 요리를 제공하며, 매일 저녁 라이브 밴드 공연도 있다.

## 수상 및 호평[1]
- 2004년
  - 《BK 매거진》, '2004년 최고의 새 레스토랑'
  - 《방콕 요리 & 엔터테인먼트 매거진》, '2004년 최고의 새 레스토랑'
- 2005년
  - 《방콕 요리 & 엔터테인먼트 매거진》, '2005년 최고의 서양 요리 레스토랑'
  - 《Condé' Nast 여행자 매거진》, '멋진 밤' & '멋진 테이블'
  - 《BK 매거진》, '최고의 새로운 야외 식사 장소'
- 2006년
  - 《방콕 요리 & 엔터테인먼트 매거진》, '2006년 서양요리 부문 최고의 레스토랑 상'
  - 《아메리칸 익스프레스》, '가장 선호하는 국제 레스토랑'
- 2007년
  - RadioBangkok.net, '최고의 경치를 제공하는 레스토랑'
  - 《여행의 기술 매거진》, '최고의 레스토랑 경험'
  - 《아메리칸 익스프레스》, '가장 선호하는 국제 레스토랑'